# Gemma Rosefield
Gemma Rosefield (* 1981 in London) ist eine britische Cellistin. Sie spielt das Cello im Leonore-Trio und im Ensemble 360 und lehrt seit 2022 als Professorin am Royal College of Music in London.

## Familie und Ausbildung
Gemma Rosefield spielte zunächst Klavier. Sie kam in der Grundschule in Kontakt mit dem Cello und erhielt im Alter von acht oder neun Jahren ihren ersten Cellounterricht.
Ihr Studium und die weitere musikalische Ausbildung absolvierte sie bei David Strange an der Royal Academy of Music in London und bei Ralph Kirshbaum am Royal Northern College of Music in Manchester. Zu ihren Lehrern zählten weiterhin Johannes Goritzki, Gary Hoffman, Bernard Greenhouse und Zara Nelsova.

## Musikalischer und beruflicher Werdegang
Mit 16 Jahren debütierte sie als Solistin mit dem Cellokonzert von Camille Saint-Saëns, begleitet vom Norwegischen Radio-Sinfonieorchester, als sie den ersten Preis im European Music for Youth-Wettbewerb in Oslo gewann. Rosefield hatte als Solistin Auftritte in ganz Europa sowie in den USA, Japan, Mexiko, Kenia und Neuseeland. Neben den „klassischen“ Konzerten von Dvorak und Elgar setzt sie sich auch für zeitgenössische Kompositionen ein und ist mit modernen Werken wie dem Konzert für Cello und türkische Instrumente von Michael Ellison, dem Cellokonzert A Song for Chris von Edward Gregson oder Concello für Cello und Orchester von Maciej Zieliński aufgetreten. Ein Werk für Cello und Chor von Cecilia McDowall sowie Knucklas Arches für Cello und Klavier von Robert Peate wurden von ihr uraufgeführt. 2007 gewann sie den Pierre Fournier Award.
Rosefield ist auch im Bereich der Kammermusik sehr aktiv: Sie ist die Cellistin im Ensemble 360 aus Sheffield, das 2013 mit der Medaille der Royal Philharmonic Society ausgezeichnet wurde und rund 50 Auftritte jährlich absolviert. Sie hat außerdem 2012 gemeinsam mit Tim Horton (Klavier) und Benjamin Nabarro (Violine) das Leonore-Trio gegründet. Das Klaviertrio widmet sich insbesondere der Musik der Moderne und hat eine Vielzahl von Aufnahmen für Hyperion Records eingespielt, darunter die Erstaufnahme der beiden Klaviertrios von Anton Arenski oder die Gesamtaufnahme aller Trios von David Matthews. 2015 hat das Trio alle Klaviertrios sowie alle Werke für Violine bzw. Violoncello und Klavier von Ludwig van Beethoven in umfassenden Konzertreihen in Sheffield und London aufgeführt. Weitere Kammermusikpartner von ihr sind oder waren György Pauk, Menahem Pressler und Stephen Kovacevich.
Im September 2022 wurde Rosefield als Professorin für Cello ans Royal College of Music, London, berufen.
Gemma Rosefield spielt ein Violoncello von Alessandro Gagliano (Neapel) aus dem Jahr 1704, das vormals dem englischen König Georg IV. gehörte und von diesem auch gespielt wurde.

## Aufnahmen (Auswahl)
- Charles Stanford, The Complete Works for Cello & Orchestra, Gemma Rosefield, BBC Scottish Symphony Orchestra, Andrew Manze, Hyperion CDA67859, 2011.
- Philip Glass, String Quartet No. 5 • Suite From Dracula • String Sextet, Cian O'Dúill, Gemma Rosefield, Carducci Quartet, Naxos, 2015.
- David Matthews, Journeying Songs, op. 95, For Solo Cello, auf David Matthews: Complete Piano Trios, Toccata Classics 0369, 2017.
- James Francis Brown, Trio Concertante für Violine, Viola, Cello und Streichorchester, Benjamin Nabarro, Rachel Roberts, Gemma Rosefield, Orchestra Nova, George Vass, auf The Heavens And The Heart – Choral and Orchestral Music by James Francis Brown, Resonus Classics – RES10227, 2018.

Hinzu kommen Aufnahmen mit dem Leonore-Trio.